# アダム・ルートヴィヒ・レーヴェンハウプト
アダム・ルートヴィヒ・レーヴェンハウプト伯爵（スウェーデン語: Adam Ludwig Lewenhaupt、1659年4月15日 - 1719年2月12日）は、スウェーデン帝国の軍人。大北方戦争でスウェーデン軍を率いた。

## 生涯
1659年4月15日、コペンハーゲンで生まれた。ルンド大学、ロストック大学、ヴィッテンベルク大学、ウプサラ大学で学んだ後、外交畑に進もうとしたが、やがて興味を失った。彼は軍人の道を歩むようになり、神聖ローマ帝国軍に加わって大トルコ戦争に参戦、ウィリアム3世の軍勢に加わって大同盟戦争に参戦した。1697年、スウェーデンに帰国した。大北方戦争が勃発すると、新しく編成された歩兵連隊の指揮官に任命された。国王カール12世が対ポーランド＝リトアニア共和国とザクセン選帝侯領の戦役に明け暮れる中、レーヴェンハウプトはバルト地域で対ロシア・ツァーリ国の戦役に参戦、ロシアに勝利した数少ないスウェーデン軍人の1人となった。1705年、ゲマウアートフの戦いで勝利、リガ知事に任命された。1708年、カール12世のロシア侵攻軍を支援すべく、レーヴェンハウプトは補給部隊を率いて東進するよう命じられた。これによりレスナーヤの戦いが生起するが、レーヴェンハウプトは敗北、補給の放棄を余儀なくされた。翌1709年にカール12世と合流すると、ポルタヴァの戦いとペレヴォロチュナの降伏で歩兵の指揮を命じられたが、レーヴェンハウプトはペレヴォロチュナで降伏、以降ロシアで捕虜生活を送った。1719年2月12日、モスクワで死去した。

## 死後
レーヴェンハウプトの婿が彼の回想録を編集して、1757年にストックホルムで出版した。